# Jorge Bom Jesus
Pour les articles homonymes, voir JBJ et Bom Jesus.
Jorge Lopes Bom Jesus, dit JBJ, né le 26 juillet 1962 dans le district d'Água Grande, est un linguiste et homme d'État santoméen.
Ministre de la Culture lors des gouvernements de Maria do Carmo Silveira et de Rafael Branco entre 2005 et 2006 puis 2008 et 2010, il devient président du Mouvement pour la libération de Sao Tomé-et-Principe – Parti social-démocrate (MLSTP-PSD) en 2018. Son parti obtient une majorité relative aux élections législatives de 2018, ce qui lui permet de former un gouvernement de coalition face à l'Action démocratique indépendante (ADI) de Patrice Trovoada. Il échoue cependant aux élections de 2022 et Troavoda lui succède.

## Biographie
Jorge Bom Jesus fait ses études de linguistique à Toulouse, en France. Il est maître en langue portugaise, spécialisé dans la littérature africaine. Passionné par ce domaine, il trouve ses inspirations dans des figures politiques de son continent, comme le président sud-africain Nelson Mandela ou l'indépendantiste ghanéen Kwame Nkrumah. Bom Jesus est également représentant national de l'Organisation des Nations unies pour l'éducation, la science et la culture. Il est ministre de l'Éducation, de la Culture et des Sports en 2005 dans le Xe gouvernement de Maria do Carmo Silveira, puis ministre de l'Éducation et de la Culture, de 2008 à 2010 dans le XIIIe gouvernement, dirigé par Rafael Branco.
Militant du parti depuis sa jeunesse, il est élu président du Mouvement pour la libération de Sao Tomé-et-Principe – Parti social-démocrate (MLSTP-PSD) à son Ve congrès, le 30 juin 2018, face à l'ancienne ministre Elsa Pinto et au porte-parole du parti Américo Barros.
Jorge Bom Jesus dirige la campagne du MLSTP-PSD aux élections législatives d'octobre 2018 et se porte candidat au poste de Premier ministre, derrière le sortant Patrice Trovoada, aussi président de l'Action démocratique indépendante (ADI). Son parti arrive deuxième derrière l'ADI, mais avec une forte remontée qui lui permet de prendre la majorité en s'alliant avec la coalition PCD-MDFM-UDD. Il est nommé Premier ministre le 30 novembre par un décret du président Evaristo Carvalho, et entre en fonction le 3 décembre, à 56 ans. Lors de son investiture, il déclare que l'un de ses principaux combats est la lutte contre la corruption,. Quelques mois après son entrée en fonction, il décrit la cohabitation avec le président Caravalho comme « saine ».
Il remanie par deux fois son gouvernement, en septembre 2020 et en février 2022. Entre août et février 2022, il occupe par intérim le portefeuille de la Défense après le limogeage d'Óscar Sousa.
Il est réélu président du MLSTP-PSD à la majorité absolue le 20 mars 2022. Il conduit son parti aux élections législatives de 2022, mais échoue à conserver sa majorité relative. Le MLSTP-PSD perd 7 sièges, passant à 18 sur 55, alors que l'ADI en obtient 30. Il laisse sa place le 9 novembre 2022 à Patrice Trovoada.